# Campeonato da Europa de Atletismo de 2022 - Maratona feminina
A prova da maratona feminina do Campeonato da Europa de Atletismo de 2022 foi disputada no dia  15 de agosto de 2022 pelas ruas  de Munique, com chegada no Estádio Olímpico de Munique.

## Recordes
Antes desta competição, os recordes mundiais e do campeonato nesta prova eram os seguintes:
|                       | Nome                   | Nacionalidade | Tempo      | Local   | Data                 |
| --------------------- | ---------------------- | ------------- | ---------- | ------- | -------------------- |
| Recorde mundial       | Mary Jepkosgei Keitany | Quênia        | 2h 17m 01s | Londres | 123 de abril de 2017 |
| Recorde europeu       | Paula Radcliffe        | Reino Unido   | 2h 15m 25s | Londres | 13 de abril de 2003  |
| Recorde do campeonato | Christelle Daunay      | França        | 2h 25m 14s | Zurique | 16 de agosto de 2014 |

## Medalhistas
| Ouro                      | Prata                     | Bronze                |
| Aleksandra Lisowska (POL) | Matea Parlov Koštro (CRO) | Nienke Brinkman (NED) |

## Cronograma
Todos os horários são locais (UTC+2).
| Data         | Hora  | Evento |
| ------------ | ----- | ------ |
| 15 de agosto | 10:30 | Final  |

## Resultado final
A chegada ocorreu no dia 15 de agosto às 10:30 no Estádio Olímpico de Munique.
| Posição           | Atleta                  | Nacionalidade | Tempo   | Notas                |
| ----------------- | ----------------------- | ------------- | ------- | -------------------- |
| Medalha de ouro   | Aleksandra Lisowska     | Polónia       | 2:28:36 | Recorde da temporada |
| Medalha de prata  | Matea Parlov Koštro     | Croácia       | 2:28:42 |                      |
| Medalha de bronze | Nienke Brinkman         | Países Baixos | 2:28:52 |                      |
| 4                 | Miriam Dattke           | Alemanha      | 2:28:52 |                      |
| 5                 | Giovanna Epis           | Itália        | 2:29:06 | Recorde da temporada |
| 6                 | Domenika Mayer          | Alemanha      | 2:29:21 |                      |
| 7                 | Fionnuala McCormack     | Irlanda       | 2:29:25 | Recorde da temporada |
| 8                 | Hanne Verbruggen        | Bélgica       | 2:29:44 | Recorde da temporada |
| 9                 | Fabienne Schlumpf       | Suíça         | 2:30:17 | Recorde nacional     |
| 10                | Deborah Schöneborn      | Alemanha      | 2:30:35 |                      |
| 11                | Marta Galimany          | Espanha       | 2:31:14 |                      |
| 12                | Rabea Schöneborn        | Alemanha      | 2:31:36 |                      |
| 13                | Mieke Gorissen          | Bélgica       | 2:31:48 |                      |
| 14                | Melody Julien           | França        | 2:32:19 |                      |
| 15                | Katharina Steinruck     | Alemanha      | 2:32:41 | Recorde da temporada |
| 16                | Irene Pelayo            | Espanha       | 2:33:15 | Recorde da temporada |
| 17                | Nóra Szabó              | Hungria       | 2:34:49 | Recorde da temporada |
| 18                | Elena Loyo              | Espanha       | 2:34:56 | Recorde da temporada |
| 19                | Angelika Mach           | Polónia       | 2:35:03 | Recorde da temporada |
| 20                | Kristina Hendel         | Alemanha      | 2:35:14 |                      |
| 21                | Jill Holterman          | Países Baixos | 2:35:25 | Recorde da temporada |
| 22                | Alice Wright            | Reino Unido   | 2:35:33 |                      |
| 23                | Tereza Hrochová         | Chéquia       | 2:36.00 |                      |
| 24                | Marcela Joglová         | Chéquia       | 2:36:26 | Recorde da temporada |
| 25                | Naomi Mitchell          | Reino Unido   | 2:36:44 |                      |
| 26                | Monika Jackiewicz       | Polónia       | 2:37:15 |                      |
| 27                | Tetyana Hamera          | Ucrânia       | 2:37:28 | Recorde da temporada |
| 28                | Maor Tiyouri            | Israel        | 2:38:04 |                      |
| 29                | Ann Marie McGlynn       | Irlanda       | 2:38:26 | Recorde da temporada |
| 30                | Hanna Lindholm          | Suécia        | 2:38:44 |                      |
| 31                | Becky Briggs            | Reino Unido   | 2:39:02 |                      |
| 32                | Laura Méndez Esquer     | Espanha       | 2:39:15 | Recorde da temporada |
| 33                | Astrid Verhoeven        | Bélgica       | 2:40:03 |                      |
| 34                | Aoife Cooke             | Irlanda       | 2:40:37 | Recorde da temporada |
| 35                | Rosie Edwards           | Reino Unido   | 2:40:47 | Recorde da temporada |
| 36                | Maria Sagnes Wågan      | Noruega       | 2:40:58 | Recorde da temporada |
| 37                | Runa Skrove Falch       | Noruega       | 2:41:08 |                      |
| 38                | Loreta Kančytė          | Lituânia      | 2:41:15 | Recorde da temporada |
| 39                | Nina Chydenius          | Finlândia     | 2:43:00 |                      |
| 40                | Moira Stewartová        | Chéquia       | 2:43:03 | Recorde da temporada |
| 41                | Sanna Mustonen          | Suécia        | 2:43:23 | Recorde da temporada |
| 42                | Anna Incerti            | Itália        | 2:44:11 |                      |
| 43                | Karen Ehrenreich        | Dinamarca     | 2:44:28 |                      |
| 44                | Camilla Elofsson        | Suécia        | 2:45:34 |                      |
| 45                | Marinela Nineva         | Bulgária      | 2:45:40 | Recorde da temporada |
| 46                | Suvi Miettinen          | Finlândia     | 2:47:15 | Recorde da temporada |
| 47                | Lilia Fisikovici        | Moldávia      | 2:47:44 |                      |
| 48                | Zsófia Erdélyi          | Hungria       | 2:48:03 |                      |
| 49                | Annemari Kiekara        | Finlândia     | 2:48:30 |                      |
| 50                | Susana Cunha            | Portugal      | 2:51:14 |                      |
| 51                | Marina Nemchenko        | Ucrânia       | 2:53:13 | Recorde da temporada |
| 52                | Bo Ummels               | Países Baixos | 3:00:56 | Recorde da temporada |
| 53                | Militsa Mircheva        | Bulgária      | DNF     | DNF                  |
| 53                | Yevheniya Prokofyeva    | Ucrânia       | DNF     | DNF                  |
| 53                | Ana Štefulj             | Croácia       | DNF     | DNF                  |
| 53                | Alisa Vainio            | Finlândia     | DNF     | DNF                  |
| 53                | Izabela Paszkiewicz     | Polónia       | DNF     | DNF                  |
| 53                | Viktoriia Kaliuzhna     | Ucrânia       | DNF     | DNF                  |
| 53                | Sara Moreira            | Portugal      | DNF     | DNF                  |
| 53                | Ruth van der Meijden    | Países Baixos | DNF     | DNF                  |
| 53                | Solange Jesús           | Portugal      | DNF     | DNF                  |
| 53                | Pernille Eugenie Epland | Noruega       | DNF     | DNF                  |
| 53                | Katarzyna Jankowska     | Polónia       | DNF     | DNF                  |

Legenda
| Recorde mundial       | Recorde mundial (World record)               |                       | Recorde africano                      | Recorde africano (African) |                                           | Q | Classificado por posição (Qualified) |
| Recorde do campeonato | Recorde do campeonato (Championship record)  | Recorde da América    | Recorde da América (Americas)         | q                          | Classificado por melhor tempo (Qualified) |   |                                      |
| Melhor marca do ano   | Melhor marca do ano (World leading)          | Recorde asiático      | Recorde asiático (Asian)              | DNS                        | Não largou (Did not start)                |   |                                      |
| Recorde nacional      | Recorde nacional (National record)           | Recorde europeu       | Recorde europeu (European)            | DNF                        | Não terminou (Did not finish)             |   |                                      |
| Recorde pessoal       | Recorde pessoal do atleta (Personal best)    | Recorde da Oceania    | Recorde da Oceania (Oceania)          | DSQ / DQ                   | Desclassificado (Disqualified)            |   |                                      |
| Recorde da temporada  | Recorde da temporada do atleta (Season best) | Recorde sul-americano | Recorde sul-americano (South America) | NM                         | Sem marca (No mark)                       |   |                                      |